# Congophiloscia annobonensis
Congophiloscia annobonensis es una especie de crustáceo isópodo terrestre de la familia Philosciidae.

## Distribución geográfica
Es endémica de la isla de Annobón (Guinea Ecuatorial).